# Diritto d'iniziativa dei cittadini europei
Il diritto di iniziativa dei cittadini europei (ICE) è uno strumento di partecipazione diretta alla politica dell'Unione europea, prevista dal Trattato sull'Unione europea a seguito delle modifiche apportatevi dal Trattato di Lisbona.

L'art. 11, comma 4 della versione consolidata del Trattato sull'Unione europea stabilisce che: 
Il regolamento n. 211/2011 prevede che sia necessario istituire un comitato di cittadini, composto da almeno sette persone residenti in almeno sette diversi Stati membri. La Commissione europea entro due mesi registra l'iniziativa, a meno che non esuli manifestamente dai suoi poteri di proposta. A questo punto gli organizzatori hanno un anno di tempo per raccogliere almeno un milione di firme da almeno un quarto dei paesi membri. Gli stati membri fanno quindi una prima verifica, e infine la Commissione esamina l'iniziativa, incontra gli organizzatori e entro tre mesi comunica motivatamente se decide di agire o meno. Se l'iniziativa viene accolta dalla Commissione gli organizzatori possono presentarla durante un'audizione pubblica al Parlamento europeo.
Da aprile 2012 a dicembre 2016 sono state ricevute 60 proposte, di cui 20 sono state respinte, principalmente perché al di fuori dei poteri della Commissione, 14 sono state ritirate dagli organizzatori e 18 non hanno ricevuto sufficiente supporto. La prima iniziativa dei cittadini europei a soddisfare tutti i requisiti è stata "Right2Water", che chiedeva il riconoscimento dell'acqua e dei servizi igienico-sanitari come diritto umano. La Commissione ha risposto il 19 marzo 2014. Fra i risultati una valutazione sui risultati della direttiva 98/83/EC sull'acqua potabile.
Sono state fatte proposte per la semplificazione della procedura, anche dal mediatore europeo. 

## Storia
Il diritto di iniziativa dei cittadini europei è stato introdotto nel diritto dell'Unione europea con il Trattato di Lisbona, firmato nel 2007 e entrato in vigore nel 2009.
La Commissione europea ha svolto dall'11 novembre 2009 al 31 gennaio 2010 una consultazione pubblica sulla base di un libro verde, articolato in dieci punti fondamentali, per raccogliere opinioni sulle procedure e le modalità pratiche con le quali dovrebbe funzionare tale istituto. A seguito di tale consultazione sono pervenute 330 risposte.
Dopo l'esame dei risultati della consultazione pubblica, la Commissione europea ha adottato il 31 marzo 2010 una proposta di regolamento.
In particolare essa prevedeva la necessità di presentare un numero minimo di 300.000 dichiarazioni di sostegno alla proposta di iniziativa, preventivamente inserita in un apposito registro, per richiedere alla Commissione una decisione sulla sua ammissibilità.

## Regolamento
In data 16 febbraio 2011 è stato adottato il regolamento definitivo con alcune significative modifiche tra cui la non necessità di raccogliere 300 000 firme preventive, ma la necessità di costituzione di un comitato promotore di sette cittadini europei non parlamentari europei di sette diversi paesi.
L'Iniziativa dei cittadini deve essere supportata da almeno 1 000 000 di cittadini. Queste dichiarazioni devono essere raccolte entro 12 mesi dall'accoglimento della proposta, ovvero dal suo inserimento in apposito registro e sottoscritte da cittadini appartenenti ad almeno un quarto degli Stati membri secondo una soglia fissa stabilita per ciascun Stato membro, pari al numero dei parlamentari europei per quella nazione moltiplicato per 750.
Prevede inoltre la possibilità di raccogliere tali dichiarazioni su carta o per via elettronica.
L'accoglimento della Proposta di Iniziativa e relativo inserimento nel registro avviene entro due mesi dalla presentazione della proposta. In questo lasso di tempo la Commissione deve pronunciarsi sull'ammissibilità della proposta.
Una volta raccolte le adesioni alla Proposta nelle modalità previste dal regolamento la Commissione:
1. pubblica senza indugio l'iniziativa dei cittadini sul suo registro;[10]
2. riceve gli organizzatori a un livello appropriato per consentire loro di esporre in dettaglio le tematiche sollevate dall'iniziativa dei cittadini;[10]
3. entro tre mesi, espone in una comunicazione le sue conclusioni giuridiche e politiche riguardo all'iniziativa dei cittadini, l'eventuale azione che intende intraprendere e i suoi motivi per agire o meno in tal senso;[10]
4. segue un'audizione pubblica presso il Parlamento europeo[10] (alla commissione parlamentare competente per il merito viene automaticamente associata la commissione per le petizioni[11]).

Questo nuovo regolamento e quindi la possibilità di raccogliere e presentare Petizioni alla Commissione europea è valido dal 1º aprile 2012.
Contro la decisione della Commissione di rigettare la proposta può essere fatto ricorso alla Corte di giustizia dell'Unione europea.

## Le iniziative registrate
Questo è l'elenco di tutte le iniziative registrate, aggiornato al 16 giugno 2018.
| Titolo | Registrazione | Chiusura   | Obiettivo | Firme raccolte | Quorum superato | Status                        |
| --- | ------------- | ---------- | --- | -------------- | --------------- | ----------------------------- |
| Fraternité 2020 - Mobility. Progress. Europe                                                                       | 09-05-2012    | 01-11-2013 | Potenziare i programmi di scambio dell'Unione europea come il Progetto Erasmus o il Servizio Volontario Europeo                              | 71 412         | 0 paesi         | Obiettivi non raggiunti       |
| Water and sanitation are a human right! Water is a public good, not a commodity!                                   | 10-05-2012    | 01-11-2013 | Proporre una normativa che sancisca il diritto umano universale all'acqua potabile                                                           | 1 659 543      | 13 paesi        | Risposta il 19-03-2014        |
| One of us | 11-05-2012    | 01-11-2013 | Chiedere la protezione giuridica della dignità, del diritto alla vita e dell'integrità di ogni essere umano fin dal concepimento             | 1 721 626      | 18 paesi        | Risposta il 28-05-2014        |
| Stop vivisection                                                                                                   | 22-06-2012    | 01-11-2013 | Presentare una proposta di direttiva che abolisca l'uso della sperimentazione su animali per sostituirla con quella umana                    | 1 173 130      | 9 paesi         | Risposta il 03-06-2015        |
| High Quality European Education for All                                                                            | 16-07-2012    | 01-11-2013 | Creare una piattaforma di discussione tra i soggetti interessati per proporre un modello educativo di qualità                                | n.d.           | n.d.            | Obiettivi non raggiunti       |
| Pour une gestion responsable des déchets, contre les incinérateurs                                                 | 16-07-2012    | 01-11-2013 | Presentare una proposta di direttiva che abolisca l'uso degli inceneritori                                                                   | 754            | 0 paesi         | Obiettivi non raggiunti       |
| Suspension of the EU Climate & Energy Package                                                                      | 08-08-2012    | 01-11-2013 | Sospendere il Pacchetto Energia e Clima dell'Unione europea del 2009                                                                         | n.d.           | n.d.            | Obiettivi non raggiunti       |
| Central public online collection platform for the European Citizen Initiative                                      | 27-08-2012    | 01-11-2013 | Creare una piattaforma per proporre iniziative europee e raccogliere firme                                                                   | n.d.           | n.d.            | Obiettivi non raggiunti       |
| 30 km/h – making the streets liveable!                                                                             | 13-11-2012    | 13-11-2013 | Proporre un limite di velocità regolare di 30 km/h in tutta l'UE per le aree urbane e residenziali                                           | 44 310         | 0 paesi         | Obiettivi non raggiunti       |
| Single Communication Tariff Act                                                                                    | 03-12-2012    | 03-12-2013 | Eliminare i costi del roaming in Europa | 145 000+       | n.d.            | Obiettivi non raggiunti       |
| Unconditional Basic Income (UBI) - Exploring a pathway towards emancipatory welfare conditions in the EU           | 14-01-2013    | 14-01-2014 | Implementare percorsi per arrivare ad un diritto come il reddito di base incondizionato                                                      | 285 042        | 6 paesi         | Obiettivi non raggiunti       |
| End Ecocide in Europe: A Citizens' Initiative to give the Earth Rights                                             | 21-01-2013    | 21-01-2014 | Fermare la distruzione degli ecosistemi | 189 622        | n.d.            | Obiettivi non raggiunti       |
| Let me vote | 28-01-2013    | 28-01-2014 | Conferire a ogni cittadino il diritto di votare anche alle elezioni regionali e nazionali del suo paese europeo di residenza                 | 3 597          | n.d.            | Obiettivi non raggiunti       |
| ACT 4 Growth | 10-06-2013    | 10-06-2014 | Sviluppare l'imprenditorialità femminile come strategia per una crescita economica sostenibile in Europa                                     | 1 052          | n.d.            | Obiettivi non raggiunti       |
| Teach for Youth—Upgrade to Erasmus 2.0                                                                             | 17-06-2013    | 17-06-2014 | Coinvolgere neolaureati e laureati nell'insegnamento per uno o due anni in comunità a basso reddito urbane e rurali                          | 563            | n.d.            | Ritiratosi il 15-06-2014      |
| DO NOT COUNT EDUCATION SPENDING AS PART OF THE DEFICIT! EDUCATION IS AN INVESTMENT!                                | 06-08-2013    | 06-08-2014 | Escludere dal calcolo del deficit i finanziamenti per l'istruzione se inferiore all'investimento medio nell'Eurozona                         | n.d.           | n.d.            | Obiettivi non raggiunti       |
| European Initiative for Media Pluralism                                                                            | 19-08-2013    | 19-08-2014 | Proteggere il pluralismo dei media attraverso l'armonizzazione delle legislazioni nazionali relative alla proprietà e alla trasparenza       | 200 000+       | 1+ paesi        | Obiettivi non raggiunti       |
| Weed like to talk                                                                                                  | 20-11-2013    | 20-11-2014 | Legalizzare la cannabis | 178 627        | 1 paese         | Obiettivi non raggiunti       |
| European Free Vaping Initiative                                                                                    | 25-11-2013    | 25-11-2014 | Classificare le sigarette elettroniche come prodotti ricreativi e non come medicinali, tabacco o prodotti simili                             | 181 555        | 0 paesi         | Obiettivi non raggiunti       |
| Turn me Off! | 03-02-2014    | 03-02-2015 | Vietare la pratica di lasciare le luci accese nei negozi e negli uffici, quando non occupati                                                 | n.d.           | n.d.            | Ritiratosi il 22-04-2014      |
| NEW DEAL 4 EUROPE - FOR A EUROPEAN SPECIAL PLAN FOR SUSTAINABLE DEVELOPMENT AND EMPLOYMENT                         | 07-03-2014    | 07-03-2015 | Prevedere investimenti pubblici per aiutare l'Europa a uscire dalla crisi attraverso la creazione di nuovi posti di lavoro                   | 8 444          | 0 paesi         | Ritiratosi il 30-01-2015      |
| Moveurope | 24-03-2014    | 24-03-2015 | Creare la Moveurope card, cioè una tessera con la quale ottenere sconti sui trasporti e sugli hotel                                          | n.d.           | n.d.            | Ritiratosi il 26-06-2014      |
| An end to front companies in order to secure a fairer Europe                                                       | 01-10-2014    | 01-10-2015 | Introdurre strumenti legali per garantire la trasparenza del sistema finanziario                                                             | 8 840          | n.d.            | Obiettivi non raggiunti       |
| For a socially fair Europe! Encouraging a stronger cooperation between EU Member States to fight poverty in Europe | 19-12-2014    | 19-12-2015 | Abbassare le tasse delle persone viventi sotto la soglia di povertà sotto il limite del 3%                                                   | n.d.           | n.d.            | Obiettivi non raggiunti       |
| «On The Wire» | 09-02-2015    | 09-02-2016 | Rinforzare legislativamente il carattere riservato delle comunicazioni interpersonali, in particolare tra l'avvocato ed il suo cliente       | 130            | 0 paesi         | Ritiratosi il 22-10-2015      |
| Fair Transport Europe – equal treatment for all transport workers                                                  | 14-09-2015    | 14-09-2016 | Promuovere iniziative legislative per garantire la competenza leale tra i dipendenti del settore dei trasporti                               | 197 054        | 4 paesi         | Obiettivi non raggiunti       |
| STOP PLASTIC IN THE SEA                                                                                            | 19-10-2015    | 19-10-2016 | Promuovere l'uso di plastiche biodegradabili e vietare che vengano scaricate nel mare quelle non biodegradabili                              | 9 664+         | n.d.            | Obiettivi non raggiunti       |
| Vi vill att WHO:s rekommendationer efterföljs. Cannabis ska bli avkriminaliserat med reglering.                    | 30-11-2015    | 30-11-2016 | Depenalizzare l'uso della cannabis | n.d.           | n.d.            | Ritiratosi il 09-03-2016      |
| Wake up Europe! Agir pour préserver le projet démocratique européen                                                | 30-11-2015    | 30-11-2016 | Chiedere delucidazioni sulla situazione politica in Ungheria                                                                                 | n.d.           | n.d.            | Ritiratosi il 23-06-2016      |
| Mum, Dad & Kids - European Citizens' Initiative to protect Marriage and Family                                     | 11-12-2015    | 11-12-2016 | Adottare una definizione di matrimonio come unione uomo-donna e una di famiglia come basata sul matrimonio                                   | 650 000+       | 14 paesi        | Obiettivi non raggiunti       |
| Let'sfly2Europe: Enable safe and legal access to Europe for refugees!                                              | 02-09-2016    | 02-09-2017 | Chiedere di revisare l'accordo di Schengen per permettere ai richiedenti asilo politico di viaggiare in aereo                                | n.d.           | n.d.            | Ritiratosi il 03-12-2016      |
| People4Soil: sign the citizens' initiative to save the soils of Europe!                                            | 12-09-2016    | 12-09-2017 | Riconoscere il suolo come patrimonio comune che necessita di protezione a livello UE                                                         | 71 877+        | n.d.            | Obiettivi non raggiunti       |
| More than education - Shaping active and responsible citizens                                                      | 06-10-2016    | 06-10-2017 | Promuovere la partecipazione responsabile dei giovani nella società                                                                          | 1 314+         | n.d.            | Obiettivi non raggiunti       |
| European Free Movement Instrument                                                                                  | 11-01-2017    | 11-01-2018 | Definire un lasciapassare europeo che certifichi i diritti dei cittadini                                                                     | 18 337+        | n.d.            | Obiettivi non raggiunti       |
| Ban glyphosate and protect people and the environment from toxic pesticides                                        | 25-01-2017    | 25-01-2018 | Vietare gli erbicidi a base di glifosato e proteggere persone ed ambiente dai pesticidi tossici                                              | 1 070 865      | n.d.            | Risposta il 12-12-2017        |
| EU Citizenship for Europeans: United in Diversity in Spite of jus soli and jus sanguinis                           | 27-03-2017    | 27-03-2018 | Separare cittadinanza e nazionalità | 1 981+         | n.d.            | Obiettivi non raggiunti       |
| Minority SafePack – one million signatures for diversity in Europe                                                 | 03-04-2017    | 03-04-2018 | Migliorare la protezione delle persone appartenenti a minoranze nazionali e linguistiche                                                     | n.d.           | n.d.            | Verifica delle firme in corso |
| Retaining European Citizenship                                                                                     | 02-05-2017    | 02-05-2018 | Mantenere la cittadinanza europea come conferita a norma dei Trattati                                                                        | 1 725+         | n.d.            | Obiettivi non raggiunti       |
| Let us reduce the wage and economic differences that tear the EU apart!                                            | 22-05-2017    | 22-05-2018 | Eliminare le disuguaglianze retributive tra gli Stati membri                                                                                 | n.d.           | n.d.            | Verifica delle firme in corso |
| Stop Extremism | 12-06-2017    | 12-06-2018 | Prevenire e limitare le conseguenze negative dell'estremismo, in particolare nel Mercato Unico                                               | 150 000+       | n.d.            | Verifica delle firme in corso |
| Stop TTIP | 10-07-2017    | 10-07-2018 | Prevenire i TTIP (Trade and Investment Partnership)                                                                                          | n.d.           | n.d.            | Raccolta delle firme in corso |
| We are a welcoming Europe, let us help!                                                                            | 15-02-2018    | 15-02-2019 | Costruire un'Europa più accogliente | 70 000+        | n.d.            | Raccolta delle firme in corso |
| Stop Destroying Videogames                                                                                         | 31-07-2024    | 31-07-2025 | Imporre agli editori di lasciare in uno stato funzionale i videogiochi che vendono o concedono in licenza ai consumatori dell'Unione europea | 330 000+       | 4 paesi         | Raccolta delle firme in corso |